# Magdalena Breguła

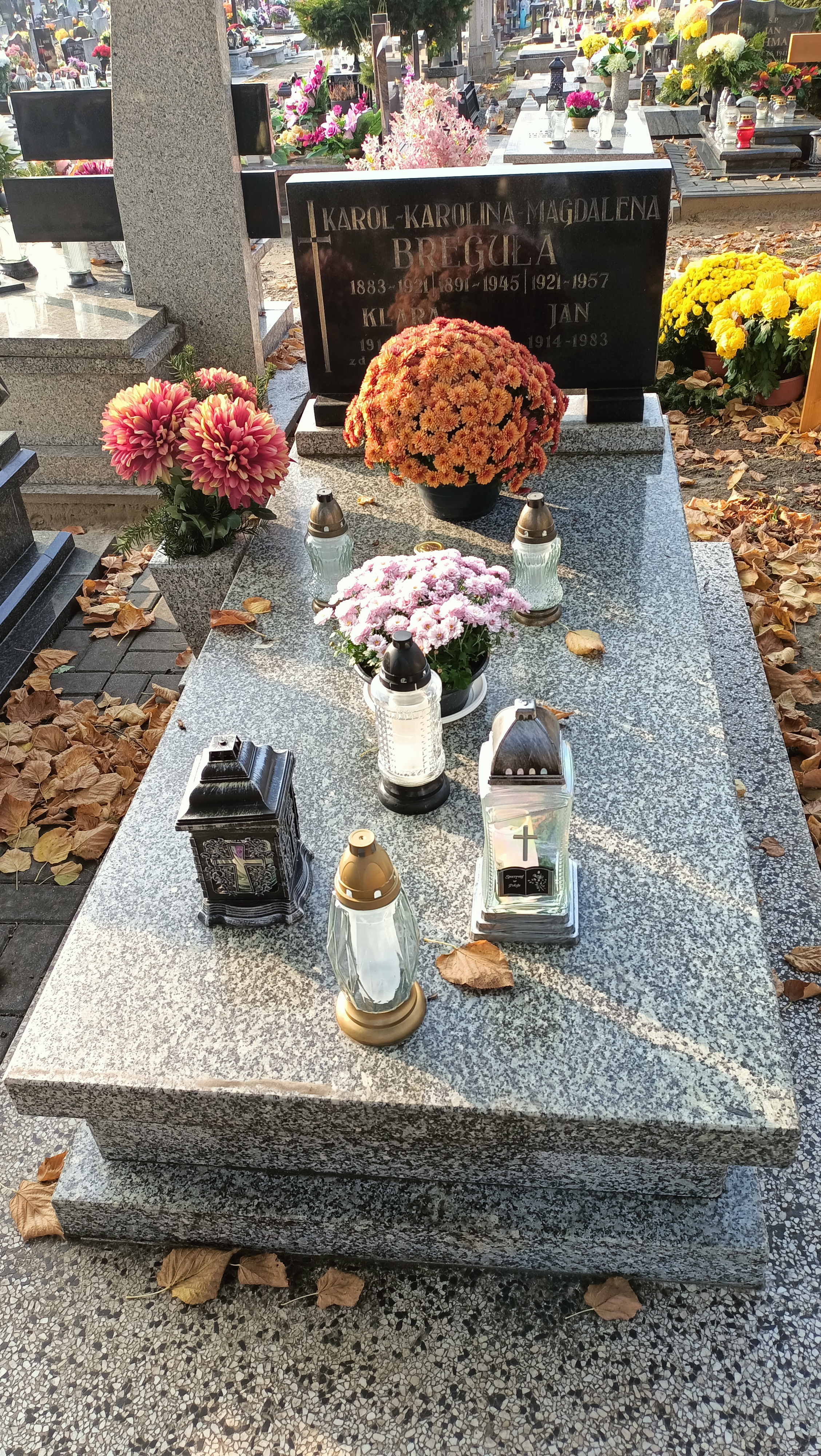
Grób Magdaleny Breguły na cmentarzu Parafii Wniebowzięcia Najświętszej Maryi Panny w Siemianowicach Śląskich

Magdalena Breguła (ur. 17 maja 1921 w Siemianowicach Śląskich, zm. 4 czerwca 1957 w Katowicach) – polska lekkoatletka, kulomiotka.

## Życiorys
Startowała w barwach klubów: ZS Katowice, HKS Siemianowiczanka, Pogoń Katowice, KS Stal Katowice. Olimpijka z Helsinek (1952), gdzie zajęła 10. miejsce. Piąta zawodniczka mistrzostw Europy w Brukseli (1950). Rekordzistka kraju – 13.50 w 1950 r. 5-krotna mistrzyni Polski w pchnięciu kulą i pięcioboju, 3-krotna halowa MP w pchnięciu kulą. Laureatka Plebiscytu Przeglądu Sportowego w 1950 r. (6. miejsce). Zmarła 4 czerwca 1957 w Katowicach i została pochowana na cmentarzu parafialnym w Siemianowicach Śląskich (sektor A4 rząd A grób 2)